# 達麗塔·阿瓦內斯安
達麗塔·亞丁·阿瓦內斯安（羅馬化：Dalita Artin Avanesian，1999年9月19日—），亞美尼亞女歌手，曾代表亞美尼亞參加2011年歐洲青少年歌唱大賽。2015年11月，她發行了首張專輯“歡迎光臨亞美尼亞”（《Welcome to Armenia》），這同時是她在2011年歐洲青年歌唱大賽中的歌曲名稱。